# Volby do Evropského parlamentu v Maďarsku 2004
Volby do Evropského parlamentu 2004 proběhly v Maďarsku dne 13. června. Voleb se účastnilo celkem 3 094 163 občanů (volební účast 38,5 %). Kandidující strany bojovaly o 24 křesel určených pro Maďarsko v Evropském parlamentu. Vládní levicová strana MSZP utrpěla porážku od pravice v čele s nejsilnější opoziční stranou Fidesz.

## Výsledky voleb
| Strana | Počet voličů | Procento voličů | Počet mandátů | Politická skupina Evropského parlamentu                   | Evropská politická strana                                 |
| ------ | ------------ | --------------- | ------------- | --------------------------------------------------------- | --------------------------------------------------------- |
| Fidesz | 1 457 750    | 47,40           | 12            | Evropská lidová strana - Evropští demokraté (EPP-ED)      | Evropská lidová strana (EPP)                              |
| MSZP   | 1 054 921    | 34,30           | 9             | Skupina sociálních demokratů v Evropském parlamentu (PES) | Strana evropských socialistů (PES)                        |
| SZDSZ  | 237 908      | 7,77            | 2             | Aliance liberálů a demokratů pro Evropu (ALDE)            | Evropská liberální, demokratická a reformní strana (ELDR) |
| MDF    | 164 025      | 5,33            | 1             | Evropská lidová strana - Evropští demokraté (EPP-ED)      | Evropská lidová strana (EPP)                              |
| MIÉP   | 72 203       | 2,35            | 0             | —                                                         | —                                                         |
| MKMP   | 56 221       | 1,83            | 0             | —                                                         | —                                                         |
| MNSZ   | 20 226       | 0,66            | 0             | —                                                         | —                                                         |
| MSZDP  | 12 196       | 0,40            | 0             | —                                                         | —                                                         |
| Celkem | 3 073 453    | 100             | 24            |                                                           |                                                           |